# Heliocypha biforata
Heliocypha biforata – gatunek ważki z rodziny Chlorocyphidae. Występuje w Azji Południowej i Azji Południowo-Wschodniej.